# Млинівський технолого-економічний фаховий коледж
Млинівський технолого-економічний фаховий коледж - навчальний заклад, який знаходиться в с-щі Млинів Дубенського району Рівненської області. Статус технікуму з 2012 року.

## Історія
Технікум засновано у травні 1958 року. З 1958 до 1974 рік велась підготовка фахівців за спеціальністю «Зоотехнія». Підготовка ветеринарних спеціалістів ведеться з 1961 року, з 1989 року функціонує відділення «Рибництво і аквакультура», а з 1996 — «Бджільництво». У 2001 році розпочато підготовку фахівців за спеціальностями «Бухгалтерський облік» та «Організація виробництва», а в 2012 отримано ліцензію на підготовку фахівців за спеціальностями «Організація заготівель і товарознавство сільськогосподарської продукції» та «Обслуговування комп'ютерних систем і мереж».
Технікум співпрацює з: Національним університетом біоресурсів і природокористування України, Львівським національним університетом ветеринарної медицини та біотехнологій ім. С. З. Гжицького, Львівським державним аграрним університетом, Білоцерківським національним аграрним університетом, Тернопільським національним економічним університетом.
Після закінчення навчального закладу студенти отримують диплом молодшого спеціаліста, атестат про повну середню освіту, набувають робочі професії за спеціальностями: оператор комп'ютерного набору, оператор із штучного осіменіння сільськогосподарських тварин і птиці, тракторист, рибовод, обліковець з реєстрації бухгалтерських даних.

## Матеріальна база
Технікум має 2 навчальних корпуси, 2 гуртожитки, спортзал, тренажерний зал, їдальню, кафе. Підготовка фахівців здійснюється у 32 лабораторіях та кабінетах, обладнаних сучасними стендами, технічними засобами навчання. У навчальному закладі є 4 комп'ютерні класи, які під'єднані до мережі Інтернет, створено електронну бібліотеку. Для відпрацювання професійних навичок є ветеринарна клініка, аптека, науково-дослідне господарство.
Створено племінну навчальну пасіку на 245 сімей карпатської породи бджіл, нуклеусний парк на 200 маткомісць. Обладнано інкубаційний цех по розведенню малька коропа. Проводяться науково-біологічні дослідження з метою розробки обґрунтувань та режимів рибогосподарської експлуатації ставів, водосховищ та озер західного регіону України.

## Контингент студентів
На сьогодні на стаціонарному та заочному відділеннях технікуму навчається 500 студентів за такими спеціальностями:
- «ветеринарна медицина»;
- «рибництво і аквакультура»;
- «бджільництво»;
- «бухгалтерський облік»;
- «менеджмент»;
- «обслуговування комп'ютерних систем і мереж»;
- «організація заготівель і товарознавство сільськогосподарської продукції»

У технікумі працюють гуртки: «вокальний», «вокально-інструментальний», «художнього слова», «драматичний», «СТЕМ», «клуби за інтересами».
Спортивні секції: «футбол», «волейбол», «баскетбол», «теніс», «легка атлетика», «гирьовий спорт», «вільна боротьба».

## Досягнення
Навчальний заклад щорічно бере участь у Міжнародних виставках. У 2009 році на XXI міжнародній виставці-ярмарці «АГРО-2009» нагороджений «Бронзовою медаллю» за впровадження інноваційних технологій навчання. У 2010 році на XXII міжнародній виставці-ярмарці «АГРО-2010» нагороджений «Золотою медаллю» в номінації «Наука. Освіта. Інформатизація». У 2011 році на XXIII міжнародній виставці-ярмарці «АГРО-2011» нагороджений «Золотою медаллю» в номінації «За досягнення в галузі аграрної освіти» та дипломом за найкращу експозицію навчального закладу.